# Guillaume François Antoine marchese de l'Hôpital
Guillaume François Antoine de Sainte Mesme, marchese de l'Hôpital, noto semplicemente come de l'Hôpital (Parigi, 1661 – Parigi, 2 febbraio 1704), è stato un nobile e matematico francese, studioso del calcolo infinitesimale.

## Matematica

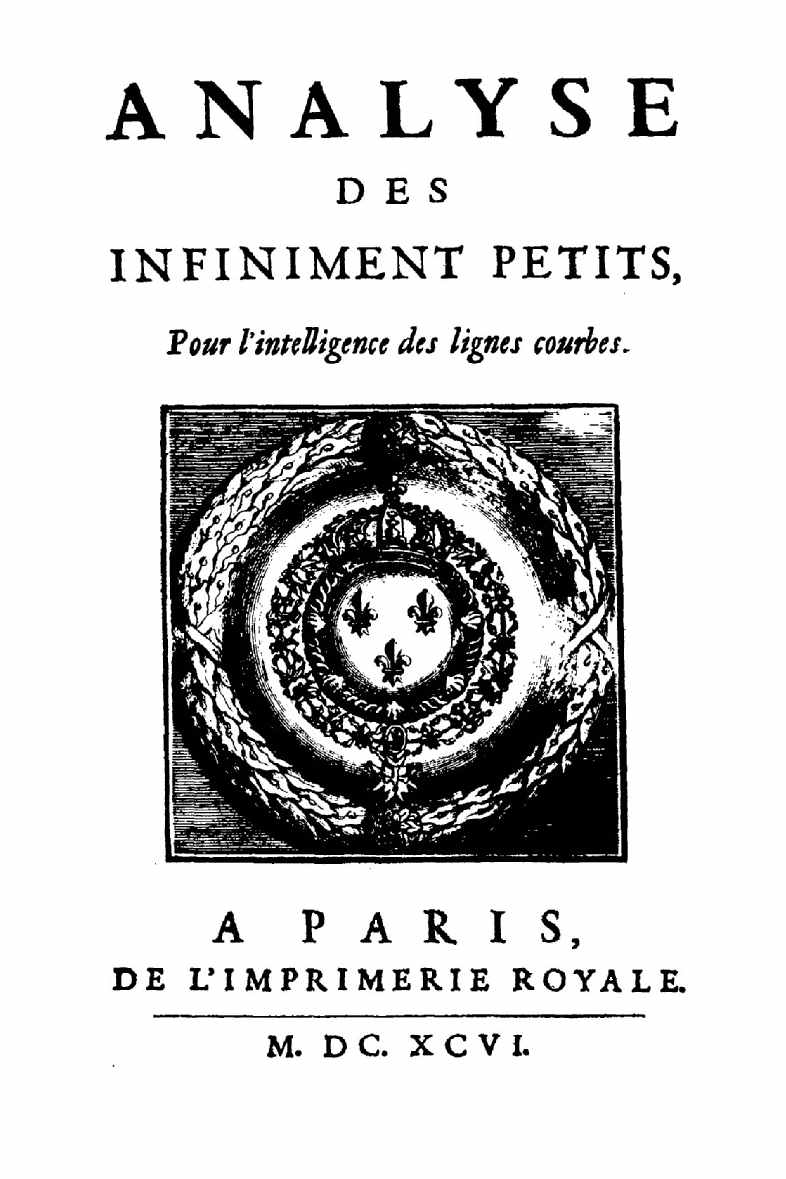
Analyse des infiniment petits pour l'intelligence des lignes courbes, 1696

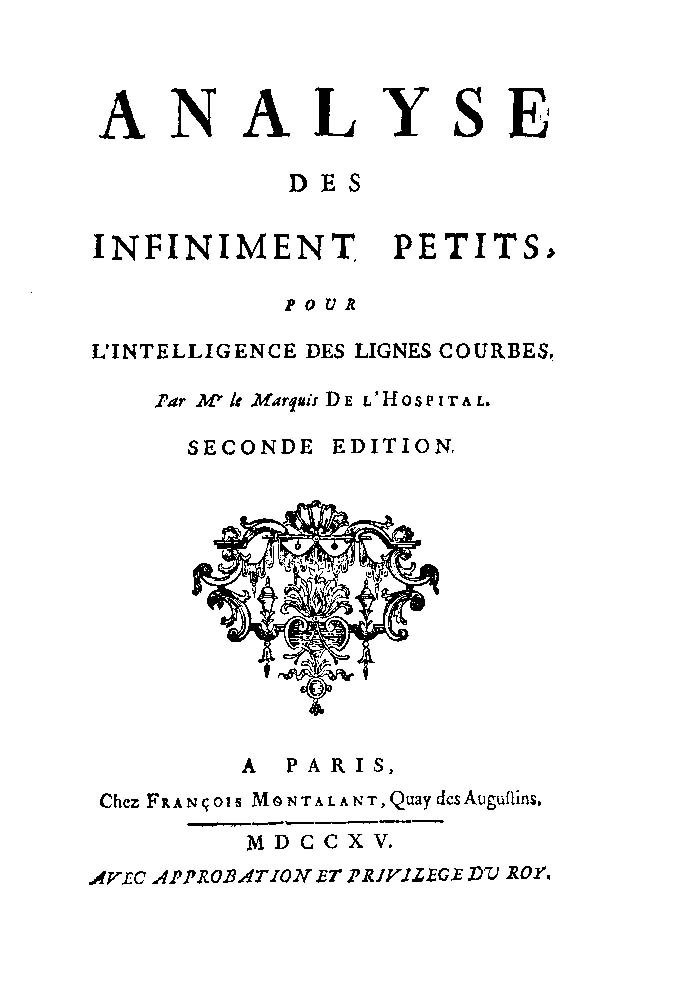
Analyse des infiniment petits pour l'intelligence des lignes courbes, 1715

Egli è conosciuto principalmente per la formula, che porta il suo nome, che permette di calcolare il limite di funzione indeterminata della forma {\displaystyle f(x)/g(x)} dove i limiti di {\displaystyle f(x)} e {\displaystyle g(x)} tendono entrambi a zero o a infinito.
De l'Hôpital intraprese inizialmente la carriera militare ma, soffrendo di deficienza visiva, optò per gli studi matematici. Nel 1696 pubblicò il primo manuale di calcolo differenziale mai stampato: Analyse des infiniment petits pour l'intelligence des lignes courbes (Analisi degli infinitamente piccoli per la comprensione delle linee curve).
Nel 1694 i due matematici Johann Bernoulli e de l'Hôpital stilarono un accordo in base al quale de l'Hôpital avrebbe pagato annualmente a Bernoulli un compenso di 300 franchi per risolvere problemi matematici. Tale accordo stabiliva che Bernoulli non potesse rivendicare alcun diritto su tali risoluzioni e, ovviamente, che il patto rimanesse segreto. 

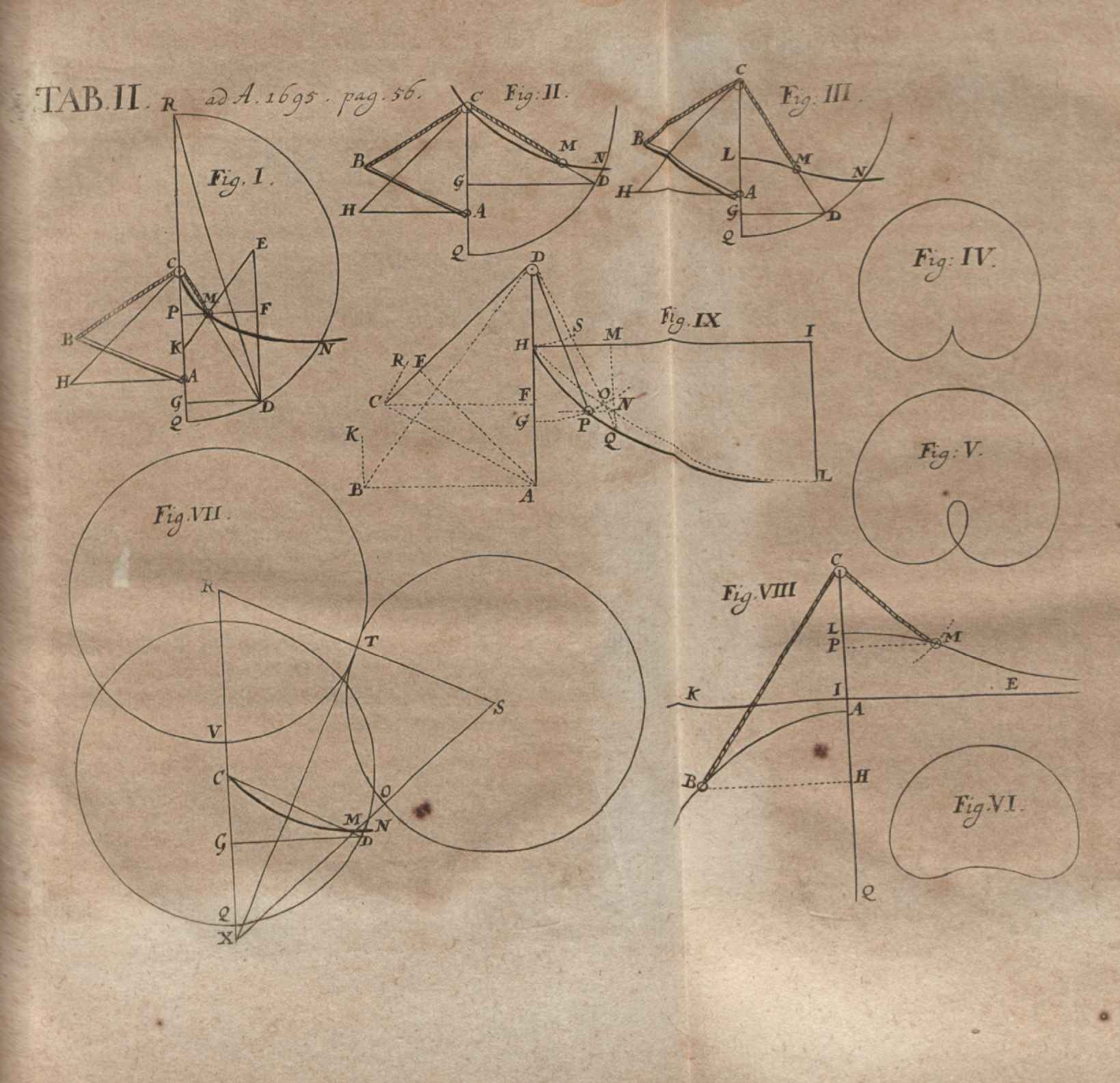
Illustrazione all'articolo Solutio problematis Physico Mathematici pubblicato sugli Acta Eruditorum del 1695

Nel 1704, dopo la morte di de l'Hôpital, Bernoulli rivelò il patto al mondo intero. Nel 1922 furono trovati documenti che avallavano la sua confessione.

## Nome
De l'Hôpital è chiamato indistintamente "l'Hospital" e "l'Hôpital". Il marchese era solito usare la forma con la 's'; ma in francese la parola ha preso a scriversi senza 's' (comunque muta in questa parola) e con un accento circonflesso sulla vocale precedente. 
Negli ultimi anni si è sviluppata una diatriba sul fatto che de l'Hospital fosse un conte o un marchese; questa rimane una questione in sospeso.

## Opere

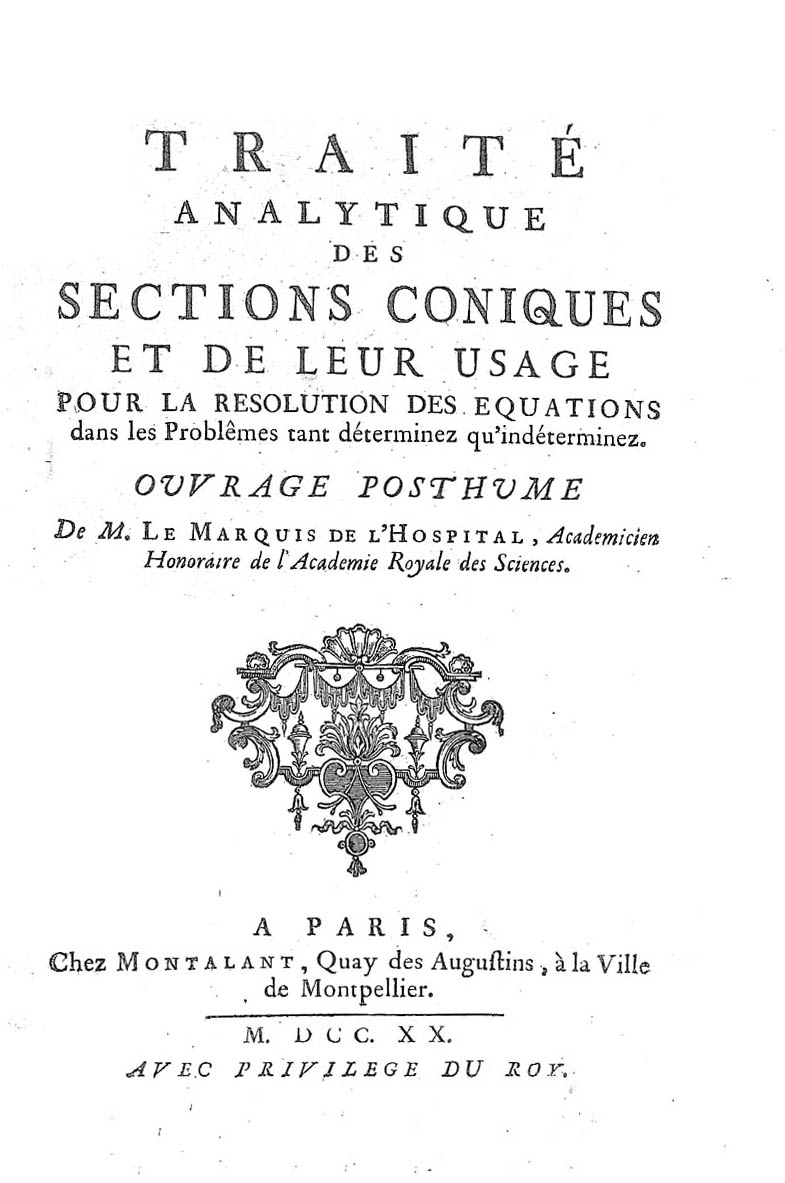
Traité analytique, 1720

- (FR) Guillaume François Antoine de L'Hospital, Analyse des infiniment petits pour l'intelligence des lignes courbes, A Paris, François Montalant, 1715. URL consultato il 1º aprile 2015.

- (FR) Guillaume François Antoine de L'Hospital, Traité analytique des sections coniques et de leur usage pour la resolution des equations dans les problemes tant déterminez qu'indéterminez, A Paris, François Montalant, 1720. URL consultato il 1º aprile 2015.

## Citazioni letterarie
Laurence Sterne nel suo famoso e colossale romanzo Vita e opinioni di Tristram Shandy, gentiluomo cita le invenzioni del Marchese de l'Hôpital, in relazione al progetto per la costruzione di un ponte levatoio: "L'invenzione del Marchese de l'Hôpital è stata bene e dottamente descritta da Daniel Bernoulli, per cui un peso di piombo è un perfetto bilanciere e fa la guardia meglio di una coppia di sentinelle! Tanto più che la costruzione era una linea curva che si approssimava a un cicloide" (Milano, Arnoldo Mondadori Editore, 1992, Edizione Integrale, vol.III, cap.XXV, pag.208).